# Club Baloncesto Gran Canaria 2022-2023
Questa voce raccoglie le informazioni riguardanti il Club Baloncesto Gran Canaria nelle competizioni ufficiali della stagione 2022-2023.

## Stagione
La stagione 2022-2023 del Club Baloncesto Gran Canaria è la 32ª nel massimo campionato spagnolo di pallacanestro, la Liga ACB.

## Roster
Aggiornato al 14 maggio 2023.
| Gran Canaria 2022-23 | Gran Canaria 2022-23 |
| Giocatori            | Staff tecnico        |
| -------------------- | -------------------- |

| N. | Naz.                                         | Ruolo | Nome                   | Anno | Alt.   | Peso   |  |
| -- | -------------------------------------------- | ----- | ---------------------- | ---- | ------ | ------ |  |
| 00 | Francia (bandiera)                           | AG    | Damien Inglis          | 1995 | 206 cm | 106 kg |  |
| 2  | Polonia (bandiera) · Spagna (bandiera)       | C     | Aleksander Balcerowski | 2000 | 216 cm | 112 kg |  |
| 3  | Montenegro (bandiera) · Spagna (bandiera)    | G     | Jovan Kljajić          | 2001 | 196 cm | 85 kg  |  |
| 4  | Stati Uniti (bandiera) · Polonia (bandiera)  | G     | A.J. Slaughter         | 1987 | 191 cm | 80 kg  |  |
| 5  | Spagna (bandiera)                            | P     | Ferrán Bassas          | 1992 | 180 cm | 80 kg  |  |
| 6  | Francia (bandiera)                           | P     | Andrew Albicy          | 1990 | 178 cm | 80 kg  |  |
| 8  | Brasile (bandiera) · Italia (bandiera)       | G     | Vítor Alves Benite     | 1990 | 194 cm | 88 kg  |  |
| 9  | Argentina (bandiera) · Italia (bandiera)     | AP    | Nicolás Brussino       | 1993 | 204 cm | 98 kg  |  |
| 10 | Spagna (bandiera)                            | AP    | Miquel Salvó           | 1994 | 205 cm | 90 kg  |  |
| 14 | Stati Uniti (bandiera) · Lituania (bandiera) | AG    | John Shurna            | 1990 | 206 cm | 100 kg |  |
| 16 | Spagna (bandiera)                            | AC    | Rubén López            | 2002 | 205 cm | 94 kg  |  |
| 18 | Senegal (bandiera) · Spagna (bandiera)       | C     | Khalifa Diop           | 2002 | 215 cm | 107 kg |  |
| 23 | Turchia (bandiera)                           | GA    | David Mutaf            | 2002 | 196 cm | 85 kg  |  |
| 24 | Venezuela (bandiera)                         | A     | Michael Carrera        | 1993 | 196 cm | 98 kg  |  |
| 30 | Slovenia (bandiera) · Spagna (bandiera)      | P     | Dan Duščak             | 2002 | 186 cm |        |  |
| 32 | Slovenia (bandiera)                          | P     | Aleksej Nikolić        | 1995 | 191 cm | 92 kg  |  |
| 41 | Serbia (bandiera)                            | AG    | Oliver Stević (C)      | 1984 | 204 cm | 105 kg |  |

| Allenatore                                                                                               |
| - Jaka Lakovič                                                                                           |
| Assistente/i                                                                                             |
| - Víctor García - Manuel Peña - Asier Setién Legenda - (C) Capitano - (IN) Inattivo - Infortunato Roster |

## Mercato

### Sessione estiva
| Acquisti | Acquisti           | Acquisti          | Acquisti      | Acquisti |
| R.a      | Nome               | da                | Modalità      |          |
| -------- | ------------------ | ----------------- | ------------- | -------- |
| P        | Ferrán Bassas      | Joventut Badalona | svincolato    |          |
| G        | Vítor Alves Benite | S.P. Burgos       | svincolato    |          |
| G        | Jovan Kljajić      | Prienai           | fine prestito |          |
| AG       | Damien Inglis      | Bilbao Berri      | svincolato    |          |
| AC       | Rubén López        | Gran Canaria II   | fine prestito |          |

| Cessioni | Cessioni       | Cessioni    | Cessioni       | Cessioni |
| R.       | Nome           | a           | Modalità       |          |
| -------- | -------------- | ----------- | -------------- | -------- |
| P        | Kenny Chery    | Free agent  | fine contratto |          |
| P        | Dylan Ennis    | Galatasaray | fine contratto |          |
| P        | Chris Kramer   | Free agent  | fine contratto |          |
| PG       | Javier López   | Melilla     | fine contratto |          |
| C        | Ilimane Diop   | Murcia      | fine contratto |          |
| C        | Artem Pustovyj | Murcia      | fine contratto |          |

### Dopo l'inizio della stagione
| Acquisti | Acquisti        | Acquisti     | Acquisti       | Acquisti   |
| R.       | Nome            | da           | Data           | Modalità   |
| -------- | --------------- | ------------ | -------------- | ---------- |
| A        | Michael Carrera | Força Lleida | 15 marzo 2023  | svincolato |
| P        | Aleksej Nikolić | Brescia      | 10 maggio 2023 | svincolato |

| Cessioni | Cessioni    | Cessioni     | Cessioni      | Cessioni |
| R.       | Nome        | a            | Data          | Modalità |
| -------- | ----------- | ------------ | ------------- | -------- |
| AC       | Rubén López | Força Lleida | 19 marzo 2023 | prestito |